# 俺たちニュースキャスター
『俺たちニュースキャスター』（Anchorman: The Legend of Ron Burgundy）は、2004年のアメリカ映画。アダム・マッケイ監督、ウィル・フェレル主演作品。2013年に、マッケイ監督、フェレル主演による、続編『俺たちニュースキャスター 史上最低!?の視聴率バトルinニューヨーク』が公開された。

## あらすじ
時は1970年代のサン・ディエゴ。ロン・バーガンディ（ウィル・フェレル）率いるブライアン（ポール・ラッド）、ブリック（スティーヴ・カレル）、チャンプ（デヴィッド・ケックナー）らのチームはいつも行動を共にする地元のテレビ局が製作する「チャンネル・ニュース4」で人気のニュースキャスター。人気キャスターという名を欲しいがままにして、好き放題、パーティー三昧の毎日を送っていたロンたちの働く局にある日、野心溢れる美人ニュースキャスターのヴェロニカ（クリスティナ・アップルゲイト）が入社してくる。初めのうちはそんなヴェロニカに猛アプローチをかましていたロンだが、彼女がロンの看板番組にキャスターとして起用された途端に態度が急変。自分の座を奪われてはなるものかと全力を挙げて嫌がらせを決行する。しかし、そんなロンの嫌がらせにもめげないヴェロニカは、自分のニュースキャスターになるという夢をひたすら追い続けている。そんな彼女に面白くないロンの嫌がらせはエスカレートしていくと同時に、ライバル局である「チャンネル9」のメインキャスターであるウェス（ヴィンス・ヴォーン）たちのチームらと縄張り争いを繰り広げながら様々な騒動を巻き起こしていく。

## キャスト
※括弧内は日本語吹替
- ロン・バーガンディ - ウィル・フェレル（山路和弘）
- ヴェロニカ・コーニングストーン - クリスティナ・アップルゲイト（坪井木の実）
- ブライアン・ファンタナ - ポール・ラッド（落合弘治）
- ブリック・タムランド - スティーヴ・カレル（内田夕夜）
- チャンプ・カインド - デヴィッド・ケックナー（長嶝高士）
- エド・ハーケン - フレッド・ウィラード（西村知道）
- ガース・ホリデイ - クリス・パーネル
- ヘレン - キャスリン・ハーン
- ティノ - フレッド・アーミセン
- エドガー - セス・ローゲン
- バーテンダー - ダニー・トレホ
- バイカーの男 - ジャック・ブラック（岩崎ひろし）
- フランク・ヴィチャード - ルーク・ウィルソン（桐本琢也）
- アートゥロ・メンデス - ベン・スティラー
- ウェス・マントゥース - ヴィンス・ヴォーン（入江崇史）（クレジットなし）
- 公共放送局キャスター - ティム・ロビンス（クレジットなし）
- 飼育係 - ミッシー・パイル（クレジットなし）
- バーの男 - ジェリー・スティラー（クレジットなし）

ナレーション - ビル・カーティス（水内清光）

## スタッフ
- 監督：アダム・マッケイ
- 脚本：ウィル・フェレル、アダム・マッケイ
- 製作：ジャド・アパトー
- 音楽：アレックス・ワーマン
- 撮影：トーマス・E・アッカーマン
- 編集：ブレント・ホワイト